# Тагер
Тагер (араб. الطاهير) — місто на північному сході Алжиру, в провінції Джиджель. Населення становить 78500 осіб (2008).
| Алжир | Це незавершена стаття з географії Алжиру. Ви можете допомогти проєкту, виправивши або дописавши її. |